# Nîjnea Vovcea, Starîi Sambir
Nîjnea Vovcea (în ucraineană Нижня Вовча) este un sat în comuna Boloziv din raionul Starîi Sambir, regiunea Liov, Ucraina.

## Demografie
Componența lingvistică a localității Nîjnea Vovcea
     Ucraineană (100%)
Conform recensământului din 2001, toată populația localității Nîjnea Vovcea era vorbitoare de ucraineană (100%).